# Episodi di All Saints (undicesima stagione)
L'undicesima stagione della serie televisiva All Saints è stata trasmessa in anteprima in Australia da Seven Network tra il 12 febbraio 2008 e il 25 novembre 2008.
| nº | Titolo originale          | Titolo italiano | Prima TV Australia | Prima TV Italia |
| -- | ------------------------- | --------------- | ------------------ | --------------- |
| 1  | Against the Wall (Part 2) |                 | 12 febbraio 2008   |                 |
| 2  | The Simple Things         |                 | 19 febbraio 2008   |                 |
| 3  | Comfort Zone              |                 | 26 febbraio 2008   |                 |
| 4  | Event Horizon             |                 | 4 marzo 2008       |                 |
| 5  | Caught in a Trap          |                 | 11 marzo 2008      |                 |
| 6  | Careful What You Wish For |                 | 18 marzo 2008      |                 |
| 7  | Little Decisions          |                 | 25 marzo 2008      |                 |
| 8  | Beginnings                |                 | 1º aprile 2008     |                 |
| 9  | When Tomorrow Comes       |                 | 8 aprile 2008      |                 |
| 10 | Out of the Fire           |                 | 15 aprile 2008     |                 |
| 11 | It Ain't Necessarily So   |                 | 22 aprile 2008     |                 |
| 12 | The Hand You're Dealt     |                 | 29 aprile 2008     |                 |
| 13 | Stepping Up               |                 | 6 maggio 2008      |                 |
| 14 | The Circle of Life        |                 | 13 maggio 2008     |                 |
| 15 | That Window in Time       |                 | 20 maggio 2008     |                 |
| 16 | Never Tell                |                 | 27 maggio 2008     |                 |
| 17 | Risky Business            |                 | 3 giugno 2008      |                 |
| 18 | Under My Skin             |                 | 10 giugno 2008     |                 |
| 19 | Blind Faith               |                 | 17 giugno 2008     |                 |
| 20 | Torn Apart                |                 | 24 giugno 2008     |                 |
| 21 | Justice for None          |                 | 1º luglio 2008     |                 |
| 22 | Fearless and Searching    |                 | 8 luglio 2008      |                 |
| 23 | Blood Lines               |                 | 15 luglio 2008     |                 |
| 24 | Sons and Lovers           |                 | 22 luglio 2008     |                 |
| 25 | Horses for Courses        |                 | 29 luglio 2008     |                 |
| 26 | Wish List                 |                 | 5 agosto 2008      |                 |
| 27 | Best Laid Plans 3         |                 | 26 agosto 2008     |                 |
| 28 | Echoes                    |                 | 2 settembre 2008   |                 |
| 29 | Solitary Confinement      |                 | 9 settembre 2008   |                 |
| 30 | Better Safe Than Sorry    |                 | 16 settembre 2008  |                 |
| 31 | Not What You'd Expect     |                 | 23 settembre 2008  |                 |
| 32 | Training Wheels           |                 | 30 settembre 2008  |                 |
| 33 | When the Party's Over     |                 | 7 ottobre 2008     |                 |
| 34 | Out on a Limb             |                 | 14 ottobre 2008    |                 |
| 35 | Running for Cover         |                 | 21 ottobre 2008    |                 |
| 36 | Another Reality Check     |                 | 28 ottobre 2008    |                 |
| 37 | Secrets & Lies            |                 | 4 novembre 2008    |                 |
| 38 | A Safe Place              |                 | 11 novembre 2008   |                 |
| 39 | Spinning Out Again        |                 | 18 novembre 2008   |                 |
| 40 | Another Time Bomb         |                 | 25 novembre 2008   |                 |